# CocoRosie
CocoRosie je americké hudební duo, které založily v roce 2003 sestry Sierra Rose Casady (* 1980 Iowa, USA) a Bianca Leilani Casady (* 1982 Havaj, USA). Název skupiny vznikl podle jejich přezdívek z dětství Rosie a Coco. Jejich hudba je ovlivněna hip hopem a operou. Stylově bývají řazeny k indie rocku nebo freak-folku.
Sierra hraje na kytaru, piáno, harfu, kazoo, mladší Bianca zpívá a hraje na dětské hračky, trumpetku, klávesy, perkuse. CocoRosie tvoří a vystupují jako duo, občas s dalším doprovodem, většinou beatboxerem. V letech 2004–2006 vystupovaly především v Americe , ale několik vystoupení měly i v Evropě, kde hrály na turné spolu s TV on the Radio, Bright Eyes, Devendrou Banhartem a dalšími.
Skupina někdy bývá spojována s hnutím New Weird America, resp. z něho vycházejícím freak folkem který částečně definoval hudebník Devendra Banhart kompilačním albem The Golden Apples of the Sun, na kterém vedle CocoRosie účinkují mj. Vetiver, Antony, Jack Rose, Iron & Wine nebo Jana Hunter. Samy CocoRosie ale existenci nějakého hnutí popírají, podle nich tyto hudebníky pojí jen to, že se jim líbí podobné věci.

## Historie
Sierra se narodila v Iowě, Bianca na Havaji, jako třetí a čtvrtá dcera Tiny Hunter a Timothy Casadyho spiritualisty a Waldorfského učitele. Žily kočovným životem se svou matkou, učitelkou (nyní umělkyní), která jim zakazovala hračky, rozhlas i televizi. S partnerem své matky, Brook Medicine Eaglem, trávily prázdniny, na cestách z rezervace do rezervace. Obě dost trpěly rozvodem rodičů, ke kterému došlo, když jim bylo 3 a 5 let.
V patnácti Bianca odešla z domu a nasedla na autobus směrem San Francisco. Sierra se ve dvaceti letech odstěhovala na Montmartre, aby na Pařížské konzervatoři studovala operní zpěv. Bianca zatím studovala jazykovědu a sociologii, a věnovala se svým zálibám, vizuální tvorbě a psaní. Také si v té době pořídila různá tetování.

## Vznik CocoRosie

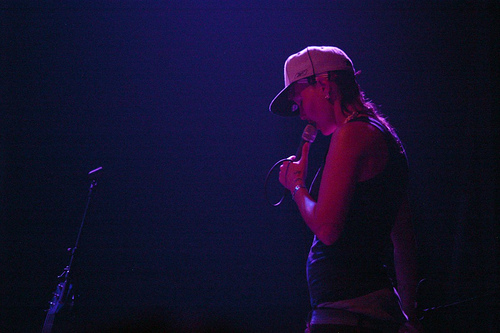
Bianca

Roku 2003 Biance došla trpělivost a usoudila, že je čas na změnu. Opustila svůj brooklynský byt a vydala se na cesty, aby se zanedlouho objevila za dveřmi své sestry, se kterou se téměř deset let neviděla. Následující dva měsíce trávily téměř všechen společný čas v nejvíce akustické a odizolované části Sieřina bytu, v koupelně. Brzo vytvořily dvě hip-hopové nahrávky
„Word to the Crow“ (nevydané), a svůj debut La maison de mon rêve. Tuto lo-fi nahrávku, původně určenou jen okruhu blízkých kamarádů, nakonec vydal v roce 2004 label Touch and Go Records. Od této chvíle byly sestry Casadyovy téměř nerozlučné.
V roce 2006 natočila nizozemská televize 50minutový dokument The Eternal Children. v kterém vystupují CocoRosie, Vashti Bunyan, Devendra Banhart a Antony Hegarty.
Jejich hudba se objevila také v reklamách na parfémy Kenzo „Amour“ (Good Friday) a na „Into the Blue“ od Escada (Not for Sale). Píseň Candyland použil Michel Spinosa ve svém filmu Anna M. (2007)

## Současnost
Bianca a Sierra se z brooklynského bytu přestěhovaly zpět do Paříže. Sierra má další projekt s Matteah Baimem, kapelu Metalic Falcon. Podepsali u Voodoo Eros Records, nového labelu založeného Biancou a její obchodní partnerkou Melissou Shimkovitz. Nedávno také otevřely Voodoo Eros Museum Of Nice Items, galerii a umělecký prostor v New Yorku (123 Ludlow St), kde proběhla výstava Biancy (aka Red Bone Slim). 7. května 2007 byly CocoRosie zatčeny, což vedlo ke zrušení zbytku amerického turné.
V červenci 2007 vystoupily v České republice v divadle Archa v Praze a na festivalu Colours of Ostrava. V červenci 2012 se představí s novým singlem We are on Fire v Divadle Archa.

## Diskografie
- La maison de mon rêve, Touch and Go/Quarterstick Records 2004
- Beautiful Boyz EP, Touch and Go/Quarterstick Records 2004
- Noah's Ark, Touch and Go/Quarterstick Records 2005
- The Adventures of Ghosthorse and Stillborn, Touch and go Records 2007
- Coconuts, Plenty of Junk Food EP, 2009
- Grey Oceans, Sub Pop Records 2010